# Józef Dybus
Józef Dybus ps. „Orwid”, (ur. 1918, zm. 29 lipca 1944 w Machowie) – działacz ruchu ludowego, zastępca dowódcy oddziału Batalionów Chłopskich.

## Życiorys
Przed wybuchem II wojny światowej odbył służbę wojskową. Po wybuchu wojny wstąpił w szeregi Batalionów Chłopskich. Po utworzeniu oddziału oddziału partyzanckiego BCh Czernika dowodzonego przez Stanisława Ordyka został w oddziale dowódcą drużyny zwiadu i zastępcą dowódcy oddziału. Brał udział w wielu akcjach bojowych, uczestnicząc m.in. w walkach na przyczółku baranowsko sandomierskim. 
Poległ w walce z oddziałem niemieckim na który natknął się na skraju lasu pod Machowem. Po zakończeniu walk jego ciało z prowizorycznego grobu w lesie zostało przewiezione na cmentarz w Machowie. W ceremonii pogrzebowej oprócz miejscowej ludności uczestniczyli jego koledzy z partyzantki oraz oddelegowany pluton armii radzieckiej.

Dowódca oddziału Stanisław Ordyk napisaną przez siebie książkę pt. Hasło Wisła poświęcił Józefowi Dybusowi umieszczając w niej dedykację, cyt.

 Pamięci Józefa Dybusa „Orwida” zastępcy dowódcy Oddziału Partyzanckiego BCh Czernika, poległego w walce z Niemcami w lesie machowskim, oraz wszystkim żołnierzom BCh ziemi tarnobrzesko-sandomierskiej, którzy życie swoje oddali za wolność Polski wspomnienia te poświęcam

.